# لرد اند تیلور
لرد اند تیلور (انگلیسی: Lord & Taylor) شرکت خرده‌فروشی آمریکایی است، که دارای شبکه‌ای از ۵۴ فروشگاه و مرکز خرید انواع پوشاک، کفش، کالاهای لوکس، لوازم آرایشی، جواهرات و محصولات زیبایی در ایالات متحده می‌باشد.
شرکت لرد اند تیلور در سال ۱۸۲۶ توسط ساموئل لرد و جرج واشینگتن تیلور، در قالب یک فروشگاه لباس زنانه، در منهتن، نیویورک راه‌اندازی شد و در سال ۲۰۰۸ توسط هادسونز بی کمپانی خریداری شد و هم‌اکنون از زیرمجموعه‌های این شرکت به‌شمار می‌آید. شعبه مرکزی لرد اند تیلور در خیابان پنجم نیویورک قرار دارد.